# Ala delta motoritzada

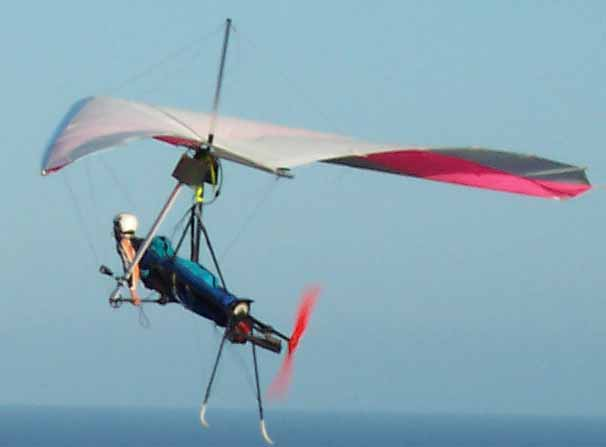
Ala delta motoritzada, amb un enlairament assegurat per les cames del pilot

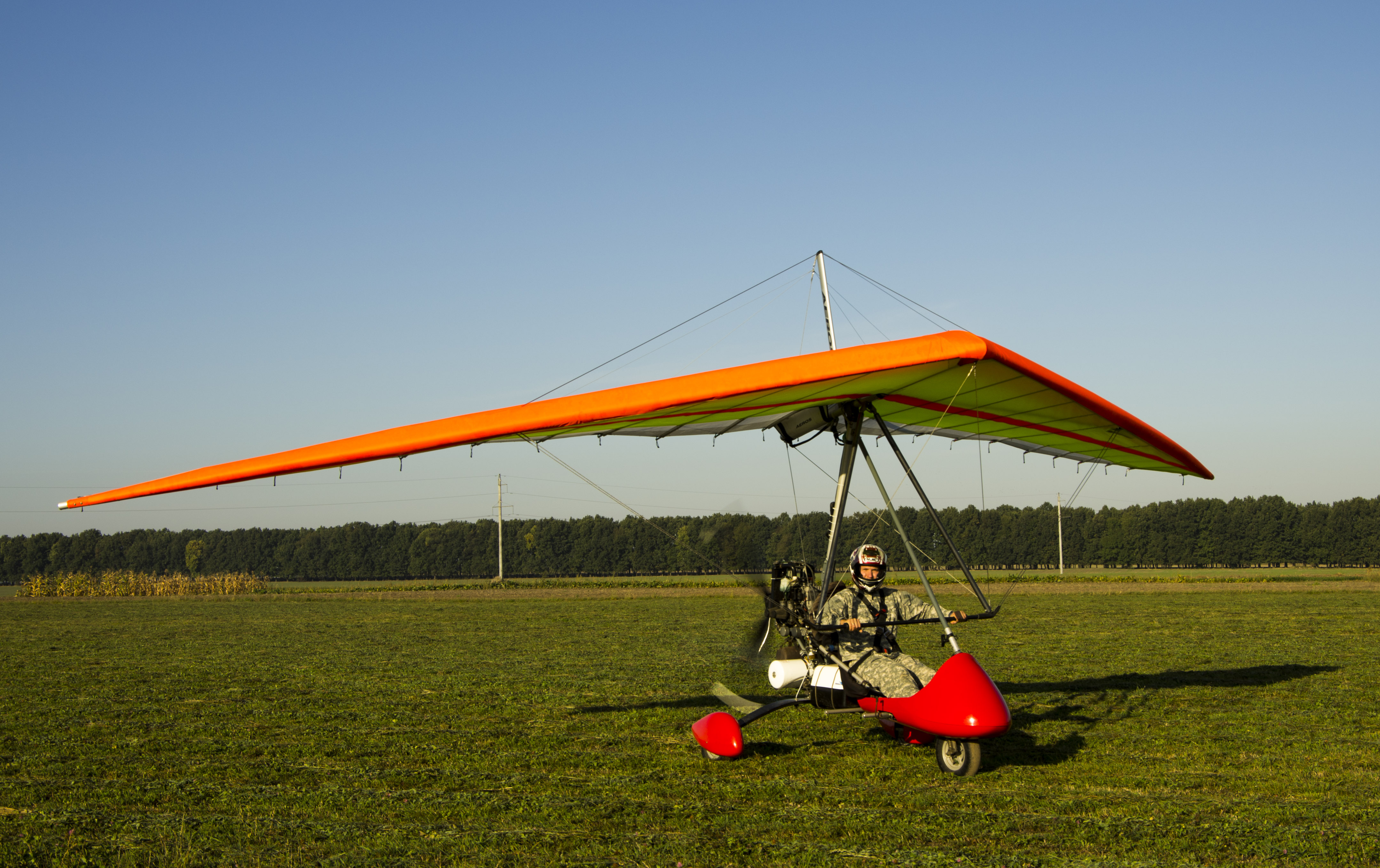
Ala delta motoritzada amb carro de 3 rodes

Una ala delta motoritzada (FLPHG, en anglès: foot-launched powered hang glider), és un arnès d'ala delta al que se li ha acoblat un motor i una hèlix sovint en configuració d'empenyiment, encara que alguns poden tenir una configuració de tracció. S'utilitza un ala delta normal per a l'ala i el marc de control, i el pilot pot llançar-se a peu des d'un turó o des d'un terreny pla, necessitant una longitud d'aproximadament un camp de futbol per sortir a l'aire, o molt menys si hi ha una brisa que de front i sense obstacles.

## Història
Si bé els ultralleugers motoritzats es van desenvolupar a partir del ala delta a finals dels anys setanta, també van ser un retorn al tipus d'avions de baixa velocitat que eren habituals en els primers anys de l'aviació, però que van ser substituïts a mesura que tant els avions civils com els militars perseguien més. velocitat. Per segona vegada en la història de l'aviació, durant la dècada de 1970, la motorització de planadors simples, especialment els portàtils, es va convertir en l'objectiu de molts inventors i, a poc a poc, es van anar adaptant petits paquets d'energia muntats a les ales. Aquests primers experiments no es van registrar en gran manera, fins i tot als llibres de registre, i menys encara a la premsa, perquè els pioners eren incòmodament conscients que l'addició d'un motor feia que l'embarcació s'obligava al registre, a la legislació d'aeronavegabilitat i al pilot subjecte a costosos llicències i probablement, assegurances. . Inventors d'Austràlia, França i Anglaterra van produir diversos planadors de motor ultralleuger amb èxit a principis dels anys setanta i molt poques eren ales portàtils.

## Ùs
Les ales delta motoritzades s'utilitzen principalment per a vols curts i passejades aèries, per a la fotografia aèria, i també en l'agricultura per a fumigar camps de conreu.